# Црква Успења Пресвете Богородице у Великом Селу
Црква Успења Пресвете Богородице у Великом Селу, насељеном месту на територији града Пирота, православни је храм који припада Епархији нишкој Српске православне цркве.
Параклис посвећен Успењу Пресвете Богородице се налази у дворишту покојне Стеване Ђорђевић из Великог Села, на најузвишенијем месту са кога се пружа поглед на цело пиротско поље. На том месту веома давно је постојала стара црква које је порушена. Године 1944. откопани су стари темељи и уз помоћ мештана и мајстора Добре Томановог саграђен је данашњи параклис. По казивању Најдена Мађиног цркву је осветио владика који је дошао из Бугарске. Скромних је димензија, правоугаоног облика са једном малом олтарском апсидом које се види само са унутрашње стране и нема иконостас.
Уочи празника Успења Пресвете Богородице окупи се стотинак верника из села и околине, када свештеник само освешта водицу и пресече колаче.